# Українсько-еквадорські відносини
Українсько-еквадорські відносини — відносини між Україною та Республікою Еквадор. Еквадор визнав незалежність України 2 січня 1992 року. Дипломатичні відносини між двома країнами було встановлено 27 квітня 1993 року. 
Інтереси громадян України в Еквадорі захищає Посольство України в Перу (Ліма). Безспосередньо в Еквадорі діють два Почесні консульства — у Кіто (з 1999) та  в Ґуаякілі (з 2011). Між країнами діє безвізовий режим.
30 жовтня 2007 року Національний Конгрес Еквадору визнав Голодомор в Україні 1932-1933 років актом геноциду українського народу (резолюція № 28-102 від 30.10.2007 р.).
В 2022 році Еквадор засудив російську агресію проти України та підтримав відповідні резолюції ГА ООН.
2 травня 2025 року Президент України Володимир Зеленський повідомив Президента Еквадору Даніеля Нобоа, що одним із кроків до зближення між країнами є відкриття Посольства України в Еквадорі, яке запрацює вже наприкінці 2025 року.